# Yoon Da-gyeong
Yoon Da-gyeong (del coreano: 윤다경) es una actriz surcoreana. Obtuvo una maestría en arte de la Universidad de Sungkyunkwan-Departamento de Artes Escénicas.

## Carrera
Más conocida por el público norteamericano por su actuación en la película In Her Place, por la cual ganó una nominación a Mejor Actriz en el 3er Canadian Screen Awards 2015, y una nominación a Mejor Actriz en el 3er Wildflower Film Award 2016. ha participado en series como Mimi ( 2014), Goblin (2016) y School 2017.

## Filmografía incompleta

### Películas
- Líquidos (1999)
- Ardor (2002)
- The Big Swindle (2004)
- Love Is a Crazy Thing (2005)
- Roommates (2006)
- White Night (2009)
- Touch (2012)
- Daughter (2014)
- In Her Place (2014)[4]

### Series
- Mimi (Mnet, 2014)
- Iron Man (KBS2, 2014)
- Cinco niños (KBS2, 2016)
- Bebé (KBS2, 2016)
- Goblin (tvN, 2016)
- School 2017 (KBS2, 2017)

## Musicales
- 1993 - El barón gitano

## Premios
- 2005 - Seúl Festival de Artes Escénicas premios de actuación
- 2014 - Abu Dhabi International Film Festival de Nueva York del sector de los negocios Mejor Actriz